# 15922 Masajisaito
15922 Masajisaito este un asteroid din centura principală de asteroizi.

## Descriere
15922 Masajisaito este un asteroid din centura principală de asteroizi. A fost descoperit pe 1 noiembrie 1997 la Kitami de Kin Endate și Kazuro Watanabe. Asteroidul prezintă o orbită caracterizată de o semiaxă mare de 2,26 ua, o excentricitate de 0,19 și o înclinație de 3,0° în raport cu ecliptica.